# Impatiens vagans
Impatiens vagans är en balsaminväxtart som beskrevs av Joseph Dalton Hooker. Impatiens vagans ingår i släktet balsaminer, och familjen balsaminväxter. Inga underarter finns listade i Catalogue of Life.